# Gloria Cumper
Gloria Claire Cumper, sinh ra Carpenter (1922-1995) là một luật sư, nhà giáo dục và nhà cải cách xã hội người Jamaica.

## Đời sống
Gloria Carpenter sinh ra ở Jamaica, con gái của WA Carpenter, một nhà khảo sát đất đai. Bà được giáo dục tại Trường Wolmer và Trường trung học Giáo phận St Hilda, trước khi chuyển từ Jamaica đến Anh năm 1936, nơi bà theo học trường Mary Datch Bachelor ở London. Trở về Jamaica, sự bùng nổ của Thế chiến thứ hai khiến việc học tập tại quán bar ở Tòa án Luân Đôn trở nên khó khăn. Do đó, bà đã học cho quán bar tại Đại học Toronto, theo quy định của thời chiến cho phép sinh viên Caribbean được học tại quán bar ở đó. Bà tiếp tục học luật tại Cao đẳng Girton vào năm 1945, biến bà thành người phụ nữ da đen đầu tiên học tại Đại học Cambridge. Tại Cambridge, bà gặp nhà kinh tế học tương lai George Cumper và cặp đôi kết hôn vào cuối những năm 1940. Được gọi là để thanh từ Đền Trung ngày 18 tháng 6 năm 1947, Cumper được nhận vào thực tập ở Jamaica trên 17 tháng 7 năm 1948. Năm 1948, bà được bổ nhiệm làm một thường trú Tutor tại mới University of the West Indies, và bà ấy đã giúp tìm ra Bộ phận Pháp lý ở đó.
Cuộc đời của Gloria Cumper được tổ chức trong một cuốn tiểu thuyết tiểu sử, One Bright Child (1998), bởi con gái bà, nhà viết kịch Patricia Cumper. Các bài báo của bà được tổ chức tại Đại học West Indies, Mona.

## Công trình
- Khảo sát pháp luật xã hội ở Jamaica, năm 1972
- (với Stephanie Daly) Luật gia đình ở Caribbean thịnh vượng chung, 1979
- Luật gia đình: kinh nghiệm Liên bang, 1984